# 阅江楼 (南京)
32°05′46.64″N 118°44′28.17″E / 32.0962889°N 118.7411583°E

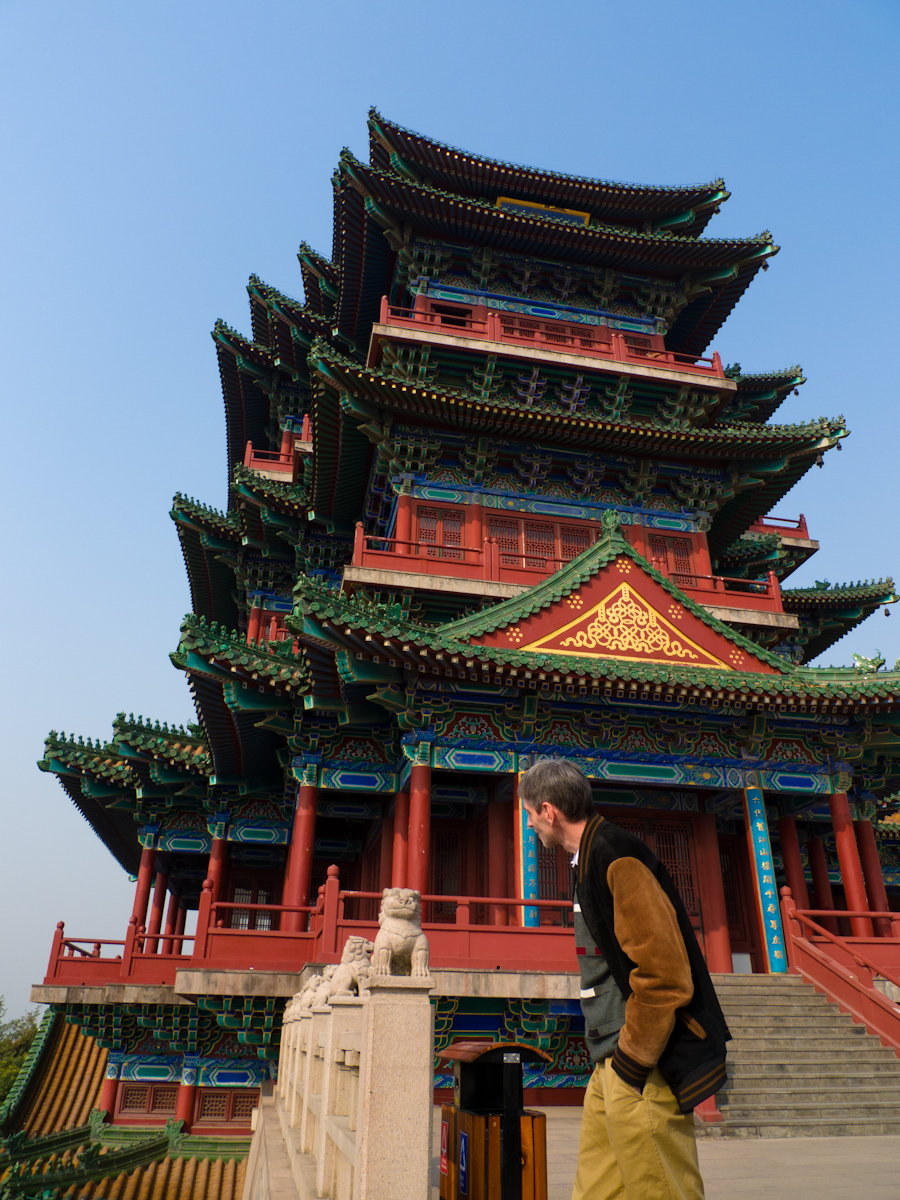
阅江楼

阅江楼位于中国江苏南京古城西北角的狮子山上，临近长江。
明洪武七年（1374年）春，明太祖朱元璋决定在京师（今南京）西北临江的狮子山建一楼阁，主要原因是因为朱元璋在狮子山上指挥数万伏兵，击败了劲敌陈友谅40万人马的强势进攻，为在其称帝前，建立明朝奠定了基础。朱元璋在南京称帝后，赐改卢龙山名为狮子山，下诏建楼，亲自命名为阅江楼，并以阅江楼为题，命在朝文臣职事各写一篇《阅江楼记》。大学士宋濂所写一文最佳，后入选《古文观止》。建楼所用地基—平砥完工后，因為天象不吉，皇帝突然决定停建，靜待時日，後來因各種因素又拖延工期。自此造成本體均未完成，不過曾在此基礎做了瞭望塔之類的簡單建築，古地圖註記為“望江楼”，紀錄於1514年王阳明的“登”阅江楼中。按歷史地位講，此樓算是頗為資深與重要，但因六百余年均有记无楼，直至2001年才建成的現代建築。少數人將此樓加入江南三大，列為江南四大名樓之一。

## 图片

挹江门北侧城墙上看阅江楼
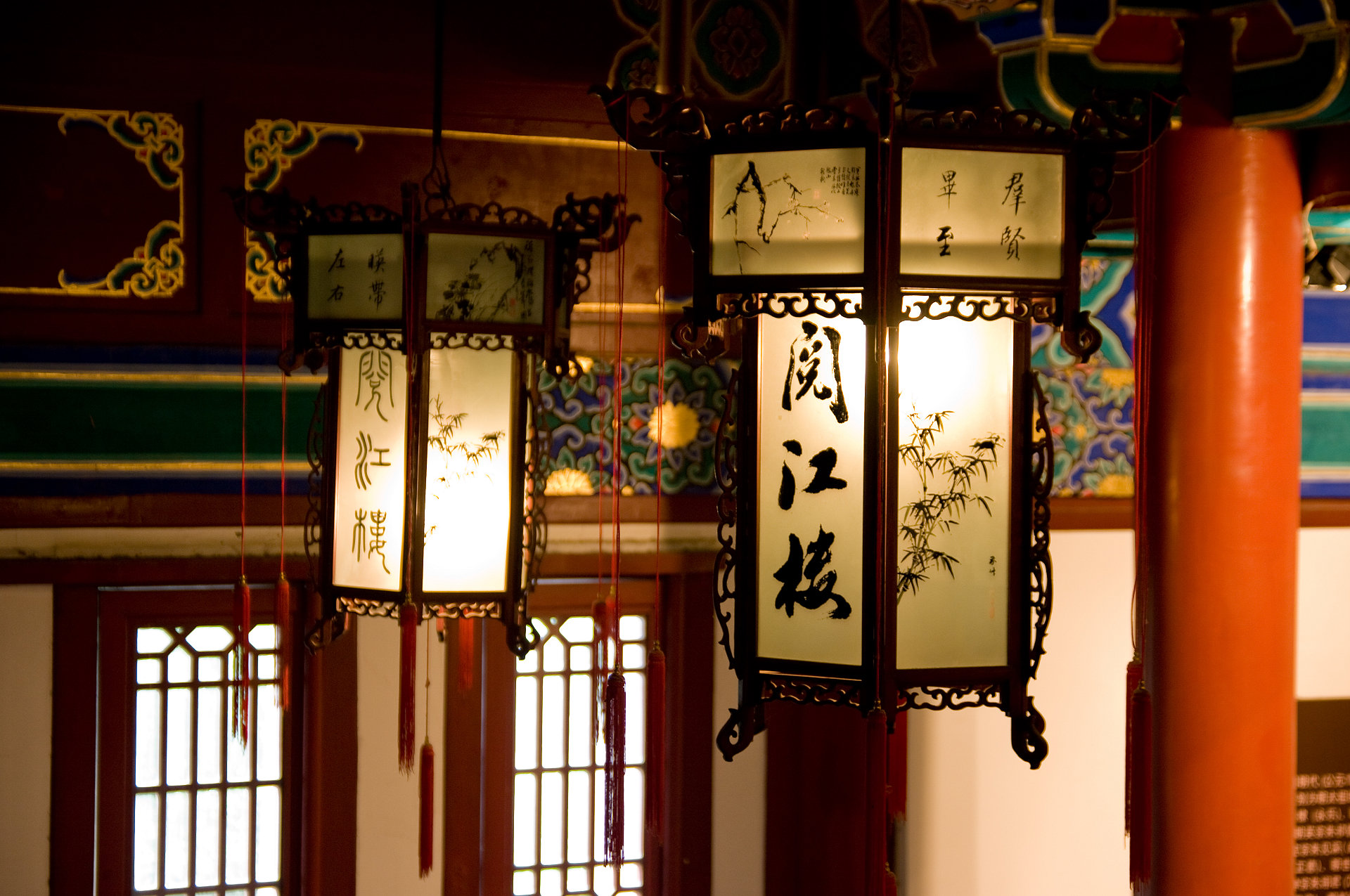
灯笼
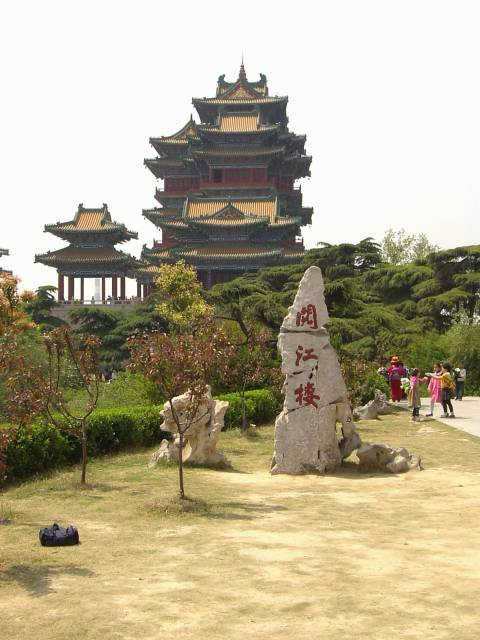
阅江楼
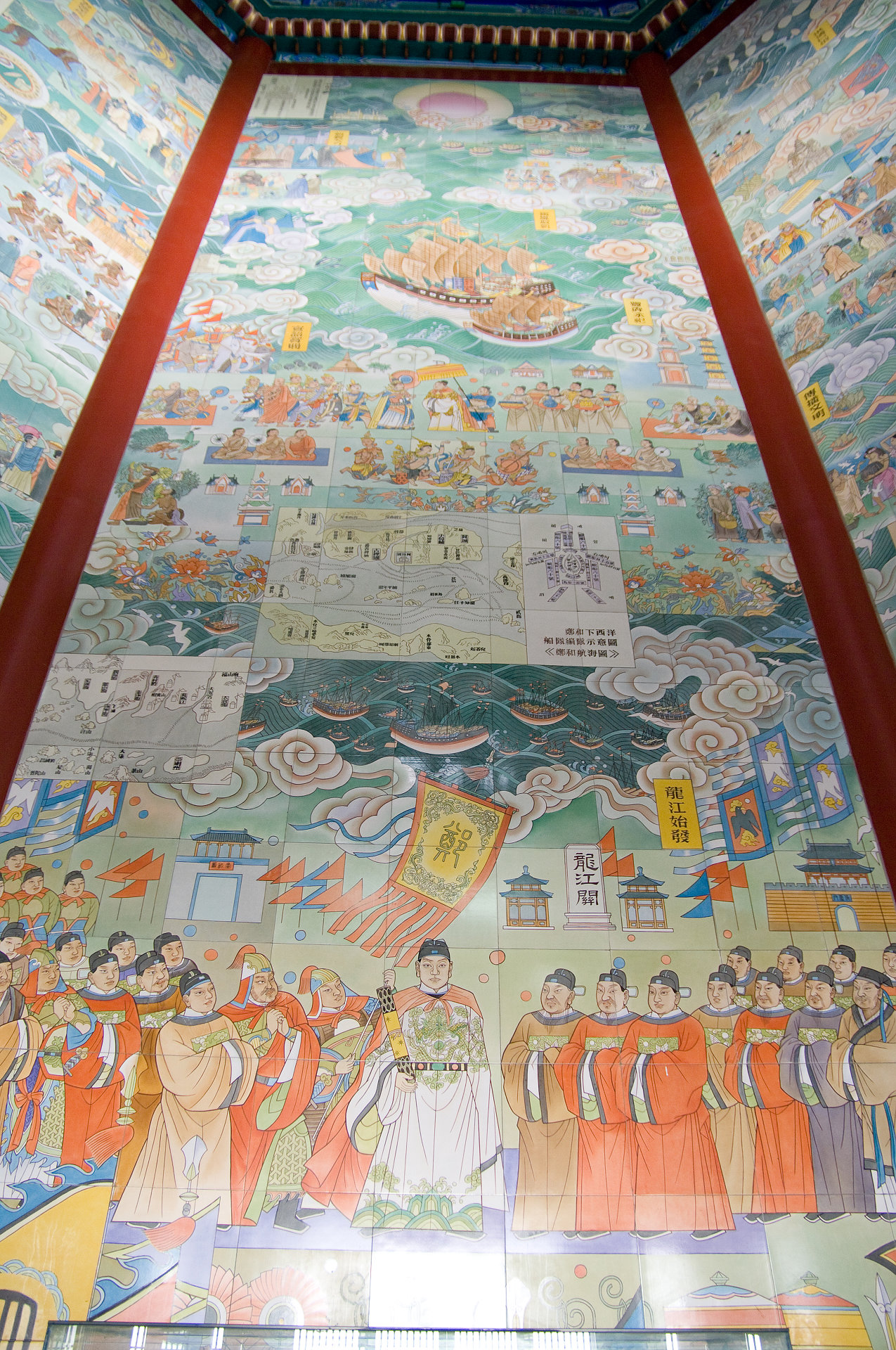
阅江楼内郑和下西洋主题壁画
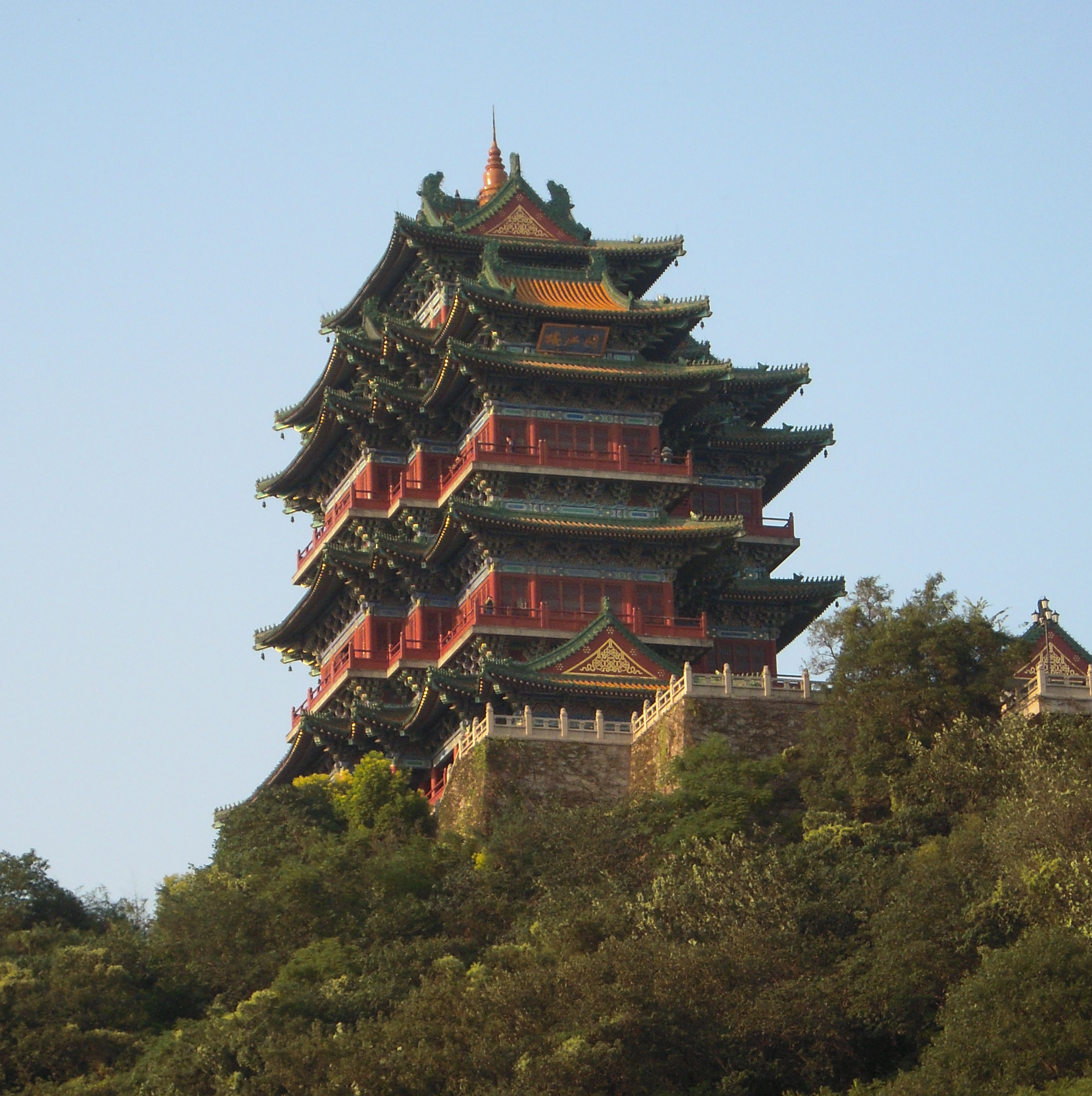
阅江楼，摄于建宁路
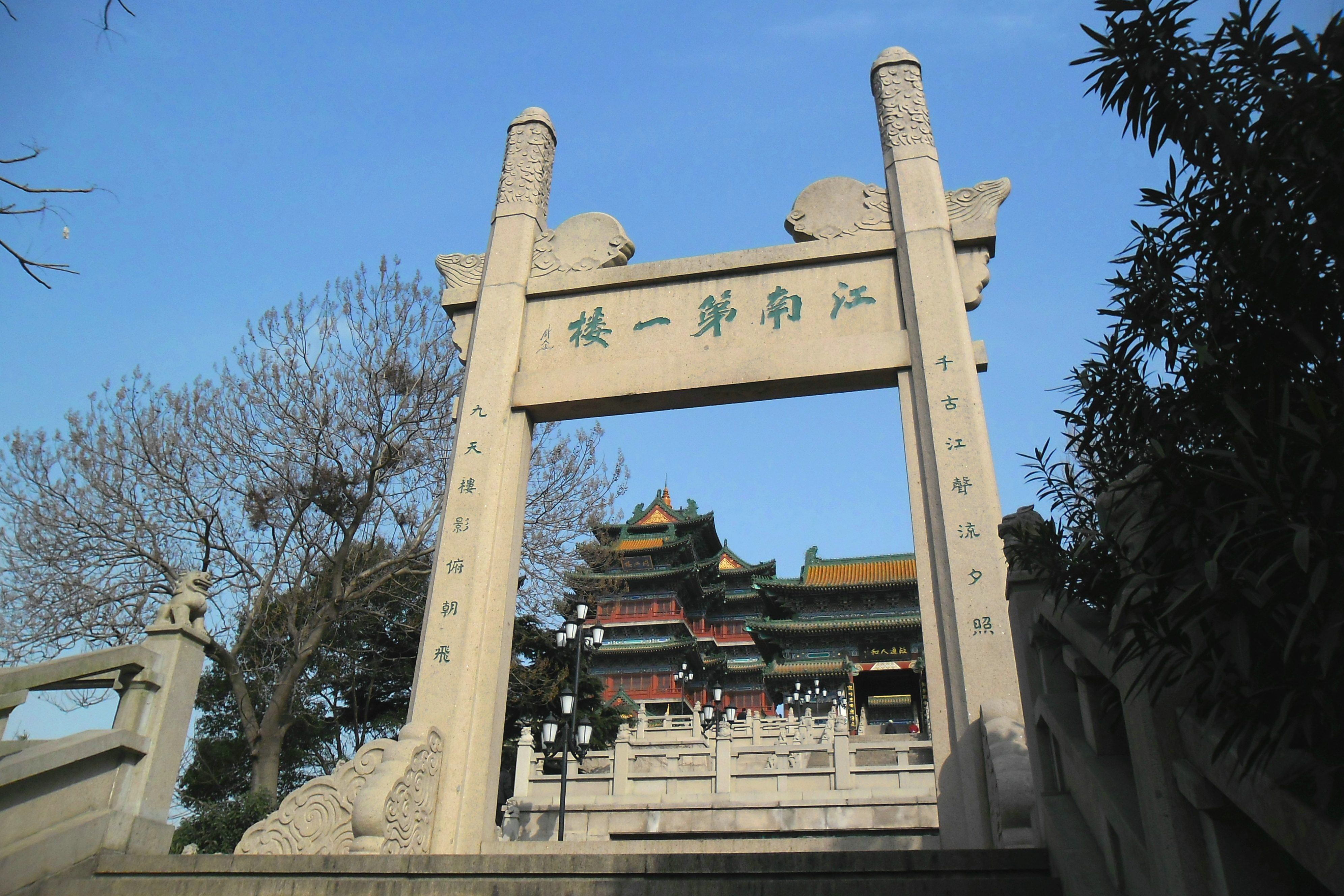
江南第一楼牌坊
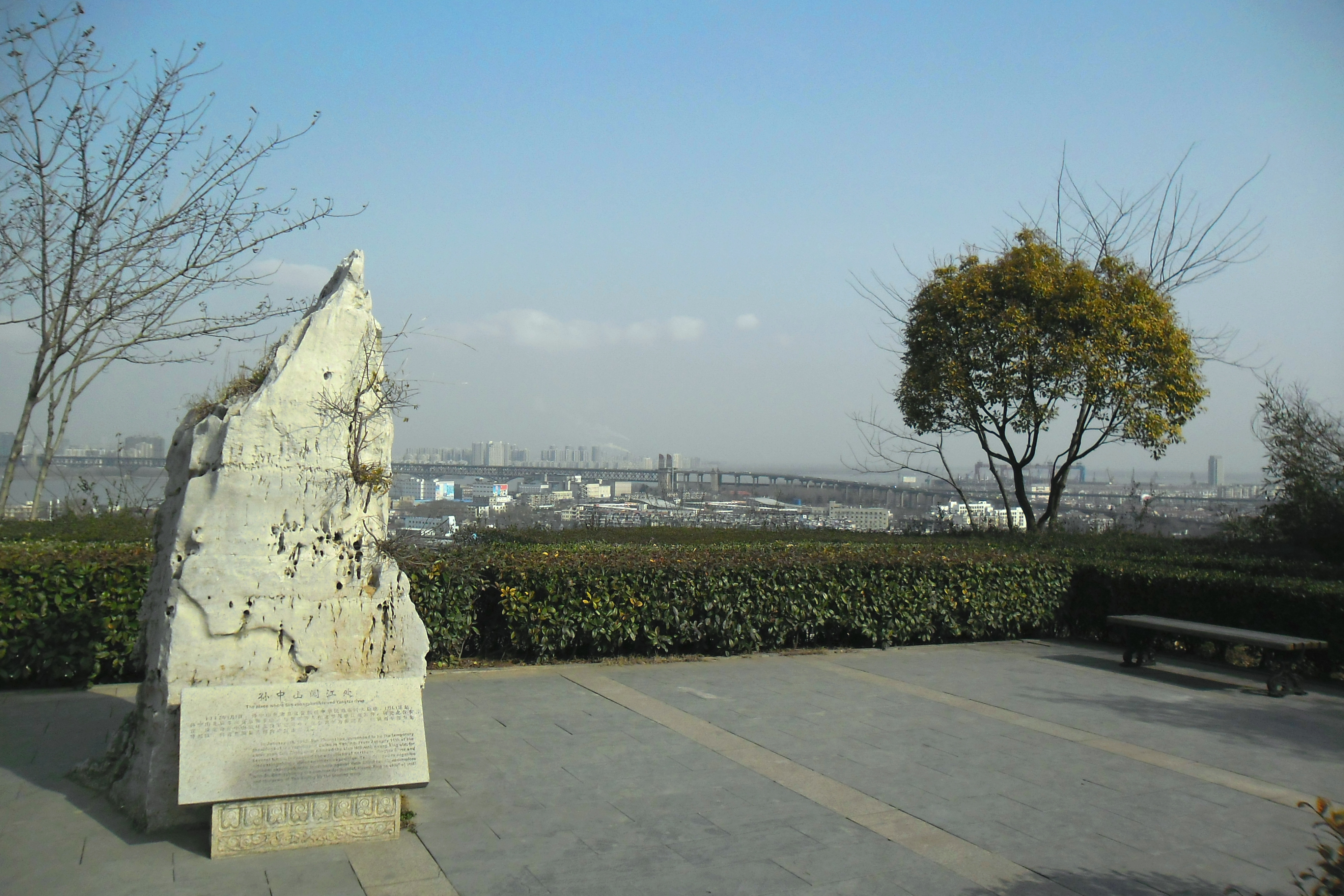
孙中山阅江处
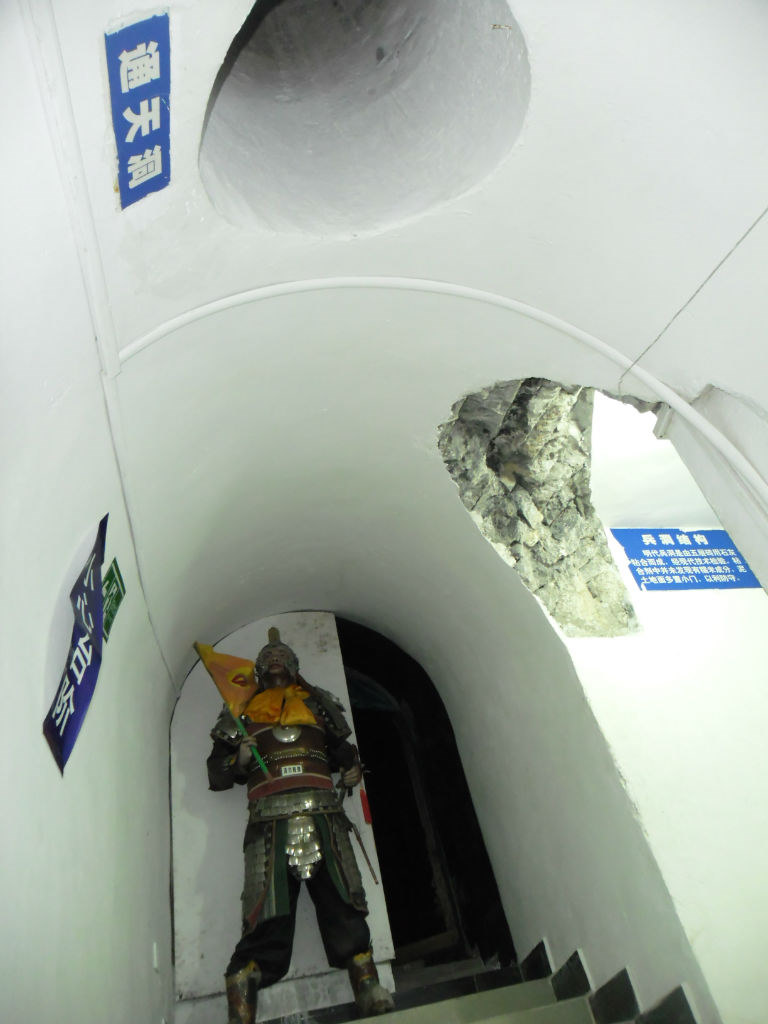
阅江楼下的藏兵洞